# Панджшанбеобод
Панджшанбеобод (тадж. Панҷшанбеобод) — сельский населённый пункт (тадж. деҳа) в Ванджском районе Горно-Бадахшанской автономной области Республики Таджикистан. Административно относится к сельской общине (джамоату) имени Махмадулло Абдуллоева (бывш. Ванч).
Расположен в высокогорном районе. Расстояние от села до районного и общинного центра (село Ванч) — 3 км.  
Население — 485 человек (2017 г.), таджики. 